# Schlanker Ameisenspringer
Der Schlanke Ameisenspringer (Synageles venator) ist eine Spinne aus der Familie der Springspinnen (Salticidae). Die Art wird auch Jagende Ameisenspringspinne oder wie viele Ameisen imitierende Spinnenarten „Ameisenspinne“ genannt. Der Schlanke Ameisenspringer war ursprünglich nur paläarktisch verbreitet und wurde zusätzlich in Kanada eingeführt. Die Spinne bewohnt eine Vielzahl an Habitaten (Lebensräumen), vorzugsweise jedoch offene oder teilweise offene. Die Trivialnamen der Art deuten neben dem zweckmäßig schmalen Erscheinungsbild auf ihre für Spinnen übliche räuberische Ernährungsweise hin.
Das Nachahmen von Ameisen in Form der Bates’schen Mimikry ist insbesondere beim Schlanken Ameisenspringer gut erforscht und dient dazu, Prädatoren (Fressfeinde) abzuschrecken, da Ameisen aufgrund ihrer Wehrhaftigkeit oftmals eine unbeliebte Beute darstellen. Neben der Erscheinung werden auch die Bewegungen von Ameisen imitiert. So wird während der flinken und somit bereits ameisenähnlichen Fortbewegung das zweite Beinpaar häufig angehoben, sodass dieses dann an die Fühler einer Ameise erinnert.
Der Schlanke Ameisenspringer selber legt unter Steinen ein für Springspinnen übliches Wohngespinst als Rückzugsort an und jagt kleine Insekten, greift dabei jedoch Ameisen, in dessen Gesellschaft er oftmals lebt, nicht an. Der Paarung geht ein Balzverhalten voraus und ein begattetes Weibchen legt seine Eier in für Spinnen sehr geringer Anzahl in seinem Wohngespinst ab. Die geschlüpften Jungtiere überwintern und wachsen dann im Folgejahr über mehrere Fresshäute (Häutungsstadien) heran.

## Merkmale

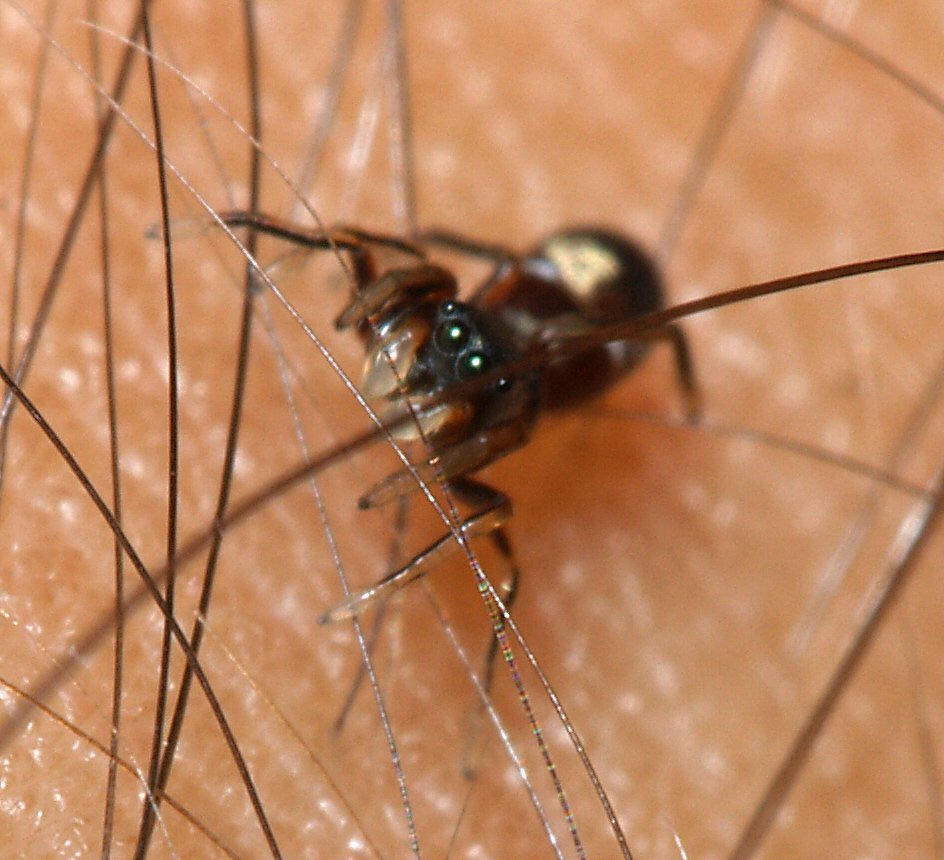
Frontale Detailansicht eines subadulten Männchens

Das Weibchen des Schlanken Ameisenspringers erreicht nach Sven Almquist eine Körperlänge von 3,6 bis 4,8 Millimetern, wobei sich die durchschnittliche Körperlänge hier auf 4,1 ± 0,4 Millimeter beläuft. Das Männchen erreicht laut gleichem Autor eine Körperlänge von 3,0 bis zu 3,1 Millimetern. Dabei hat der Carapax (Rückenschild des Prosomas, bzw. Vorderkörpers) hier eine Länge von 1,49 bis zu 1,79 Millimetern, die durchschnittlich 1,63 ± 0,10 Millimeter beträgt. Die Breite des Carapax kann sich beim Weibchen innerhalb der schwedischen Bestände auf 0,77 bis 0,95 mit einem Durchschnittswert von 0,88 ± 0,04 Millimetern belaufen. Das Verhältnis zwischen Länge und Breite beträgt 1,69 bis 2,07 und durchschnittlich 1,86 ± 0,08 und Neigung des Carapax beträgt 15° bei diesen Beständen. Der grundsätzliche Körperbau entspricht dem anderer Zwergameisenspringer (Synageles) und somit ähnelt auch diese Art optisch einer Ameise.
Der Carapax verfügt über eine dunkelbraune Grundfarbe. Die Augenregion ist fast schwarz gefärbt. Eine weiße Querlinie verläuft direkt hinter den posterior (hinten) medianen (mittleren) Augen. Die anterioren (vorderen) Augen sind von langen weißen Setae (chitinisierten Haaren) umgeben. Die Cheliceren (Kieferklauen) weisen eine dunkelbraune Farbgebung auf. Das Sternum (Brustschild des Prosomas) erscheint fast schwarz. Der Petiolus (Dünne Verbindung zwischen Prosoma und Opisthosoma) ist dorsal (oberhalb) immer sichtbar.
Die Beinformel (absteigende Längenformel der Beinpaare) lautet 4-1-2-3. Die Grundfärbung der Beine ist braun, während die Coxen (Hüftglieder) und die Tarsen (Fußglideder) der hinteren drei Beinpaare gelblichweiß gefärbt sind.
| Beinpaar | Coxa      | Trochanter (Schenkelring) | Femur (Schenkel) | Patella (Glied zwischen Femur und Tibia) | Tibia (Schiene) | Metatarsus (Fersenglied) | Tarsus    | Gesamtlänge |
| 1        | 0,3/0,25  | 0,15/0,18                 | 0,7/0,63         | 0,43/0,38                                | 0,45            | 0,38                     | 0,35/0,33 | 2,76/2,6    |
| 2        | 0,25/0,24 | 0,15/0,18                 | 0,65/0,63        | 0,35/0,38                                | 0,43/0,45       | 0,38                     | 0,35/0,33 | 2,66/2,36   |
| 3        | 0,25/0,18 | 0,13/0,1                  | 0,63/0,5         | 0,33/0,26                                | 0,43/0,38       | 0,35                     | 0,34/0,28 | 2,46/2,05   |
| 4        | 0,3/0,28  | 0,15/0,16                 | 0,88/0,76        | 0,35/0,3                                 | 0,83/0,7        | 0,55/0,5                 | 0,38/0,33 | 3,44/3,03   |

Die Dorsalseite des Opisthosomas (Hinterleib) ist braun gefärbt und weist anterior ein blassbraunes Querband sowie einen weißen Streifen median auf. Posterior geht die Färbung des Opisthosomas in einen dunkelbraunen bis schwarzen Farbton über. Ventral (unterhalb) ist das Opisthosoma anterior blass bräunlich und posterior dunkler gefärbt. Die Spinnwarzen weisen eine gelblichbraune Farbgebung auf.

Ansichten von Weibchen
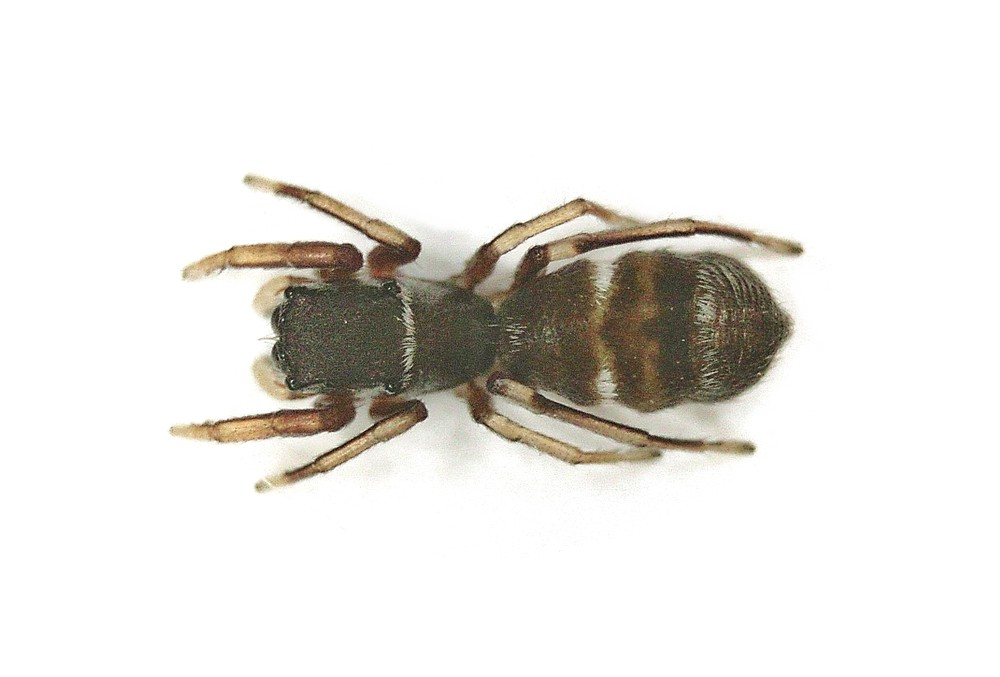
Dorsalansicht
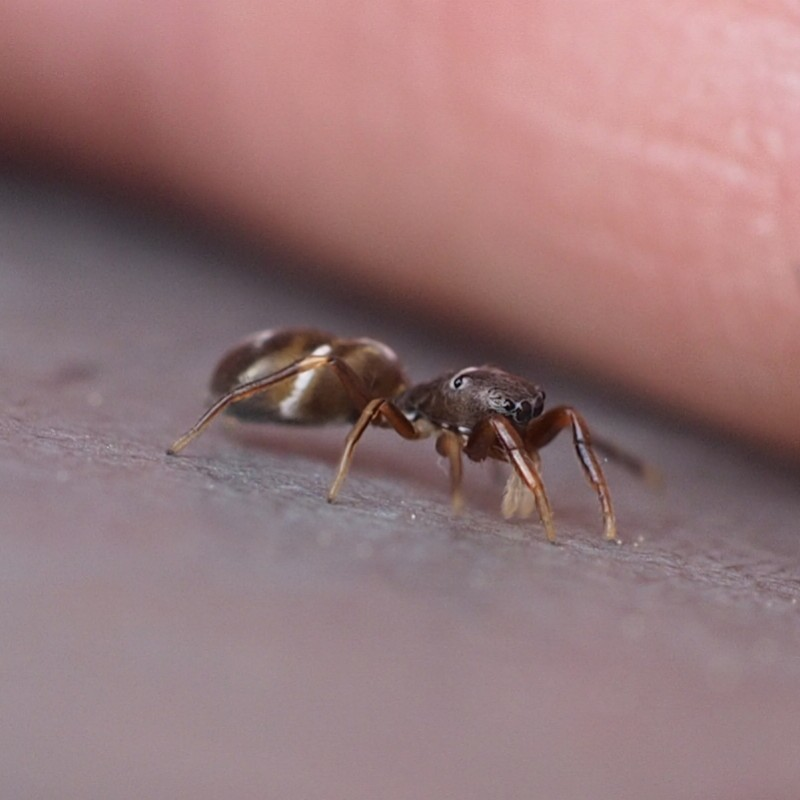
Lateralansicht
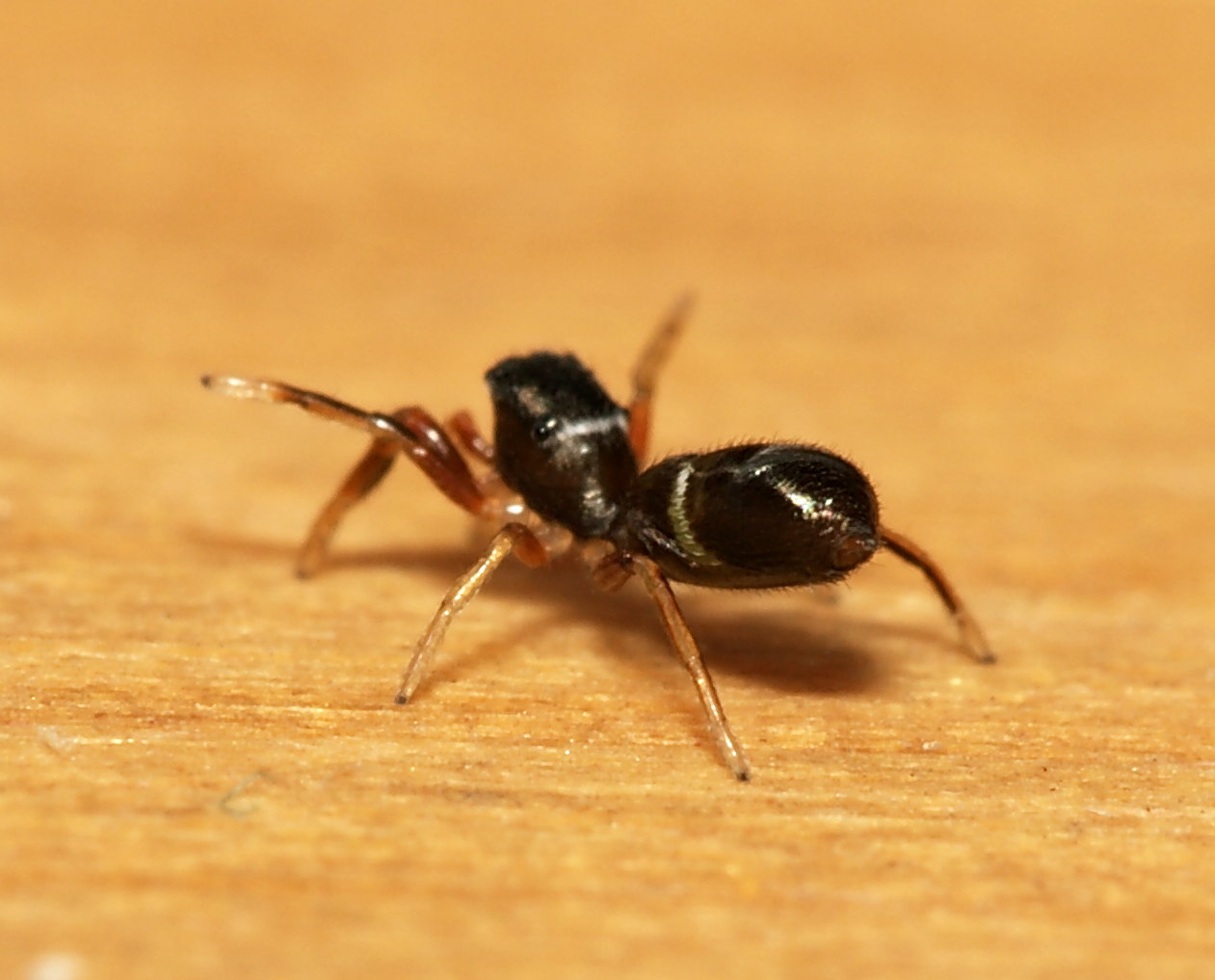
Rückansicht mit erhobenem zweiten Beinpaar
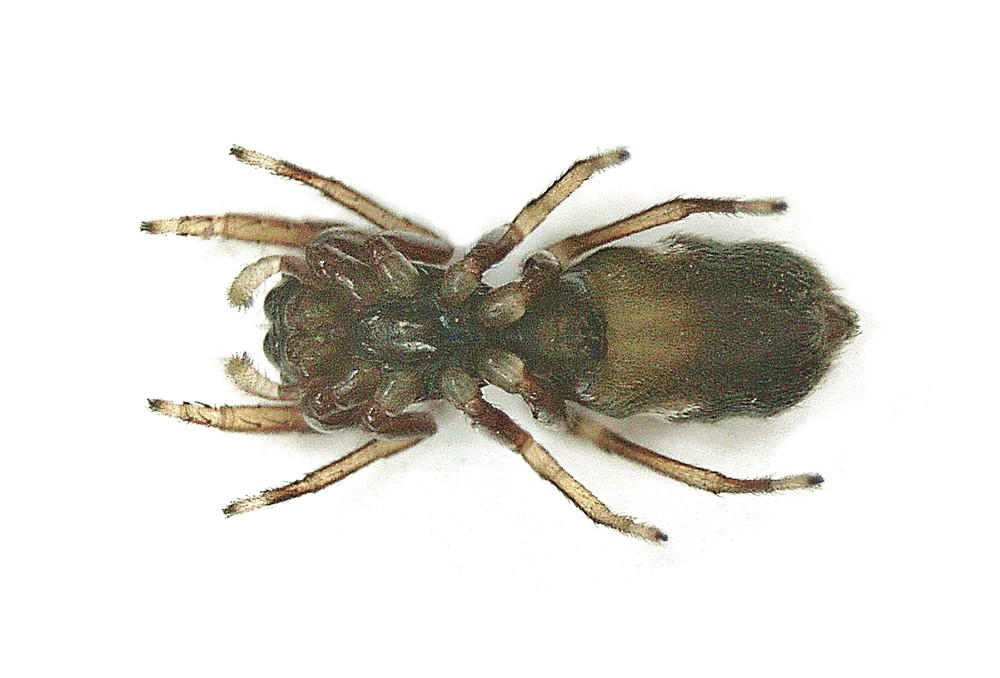
Ventralansicht

### Sexualdimorphismus

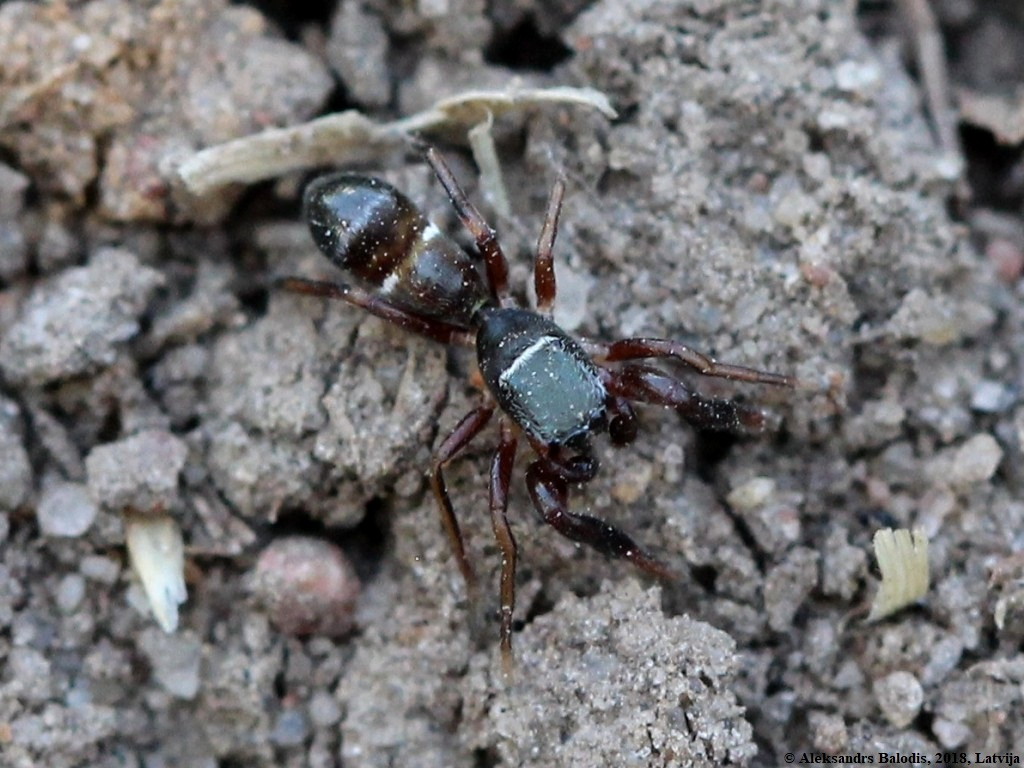
Männchen

Der Schlanke Ameisenspringer weist wie viele Spinnen einen erkennbaren Sexualdimorphismus (Unterschied der Geschlechter) auf, der sich hier neben der Größe auch in den morphologischen (Struktur und Form betreffenden) Merkmalen bemerkbar macht. Insgesamt ist der Sexualdimorphismus jedoch wie bei anderen Zwergameisenspringern (Synageles) auch bei dieser Art verglichen mit dem anderer Spinnen gering ausgeprägt. So ist auch die Färbung bei beiden Geschlechtern gleich. Das Männchen unterscheidet sich ansonsten abgesehen von der geringer ausfallenden Endgröße und den genitalmorphologischen Merkmalen lediglich durch die verdickten Femora, Tibien und Patellae signifikant vom Weibchen.

### Genitalmorphologische Merkmale
Die Pedipalpen (umgewandelte Extremitäten im Kopfbereich) erscheinen beim Männchen blass bräunlich, wobei deren Tibien und Tarsen gelblich-weiß gefärbt sind. Ein einzelner Pedipalpus besitzt hier eine retrolaterale (seitlich rückliegende), bauchige Apophyse (chitinisierter Fortsatz) an der Tibia, dessen distaler (von der Körpermitte entfernt liegender) Bereich einen stark sklerotisierten (verhärteten) Haken aufweist. Ein einzelner Bulbus wird innerhalb der Gattung der Zwergameisenspringer (Synageles) durch seinen kurzen und leicht gebogenen Embolus (drittes und letztes Sklerit, bzw. Hartteil des Bulbus) charakterisiert.
Die Epigyne (weibliches Geschlechtsorgan) der Art hat am posterioren Rand median eine tiefe Kerbe. Die Kopulationsöffnungen befinden sich anterolateral (vorne seitlich) an halbkreisförmigen Fissuren (Spalten), während die mit Drüsen versehenen Kopulationskanäle einen kurzen und gebogenen Verlauf aufweisen. Die Spermatheken (Samentaschen) sind von ovaler Form und besitzen Befruchtungskanäle.

### Differenzierung vom Kleinen Ameisenspringer
Der ebenfalls zu den Zwergameisenspringern (Synageles) zählende Kleine Ameisenspringer (S. hilarulus) bleibt etwas kleiner als der Schlanke Ameisenspringer, ist jedoch ansonsten vom Habitus (Erscheinungsbild) her nicht von der anderen Art zu unterscheiden. Allerdings ist der Kleine Ameisenspringer stark xerotherm und kann demzufolge nur an sehr trockenheißen Orten angetroffen werden. Die Tibialapophyse ist bei dieser Art kurz gebaut und erscheint schräg abgeschnitten und der Embolus eines einzelnen Bulbus besitzt einen geraden und spitz zulaufenden Endpunkt. Die Epigyne des Kleinen Ameisenspringers weist einen großen und nasenförmigem Vorsprung am posterioren Rand auf.

## Vorkommen

### Verbreitungsgebiet
Das großflächige Verbreitungsgebiet des Schlanken Ameisenspringers reicht von Europa über die Türkei, Kaukasien, Russland (europäischer bis fernöstlicher Teil), Kasachstan, Zentralasien, China und Japan. Außerdem wurde die Art in Kanada eingeführt.
In Europa selber ist der Schlanke Ameisenspringer ebenfalls flächendeckend verbreitet. Nachweise der Art fehlen lediglich von der Republik Moldau, Bosnien und Herzegowina, dem Kosovo, Albanien und Griechenland sowie von den Inseln Nowaja Semlja, Island, Irland, den Balearischen Inseln, Korsika, Sizilien und Zypern. In Vorderasien fehlen Nachweise der Spinne aus Armenien und Aserbaidschan. Auf Großbritannien galt das Vorkommen des Schlanken Ameisenspringers einst auf die Küstenregionen Südenglands sowie den Süden Wales beschränkt. Jedoch erfolgten auch vereinzelt Funde nördlich davon. Bislang ist die Art auf Großbritannien zwischen Höhen von 0 bis 20 Metern über dem Meeresspiegel nachgewiesen worden.

### Lebensräume

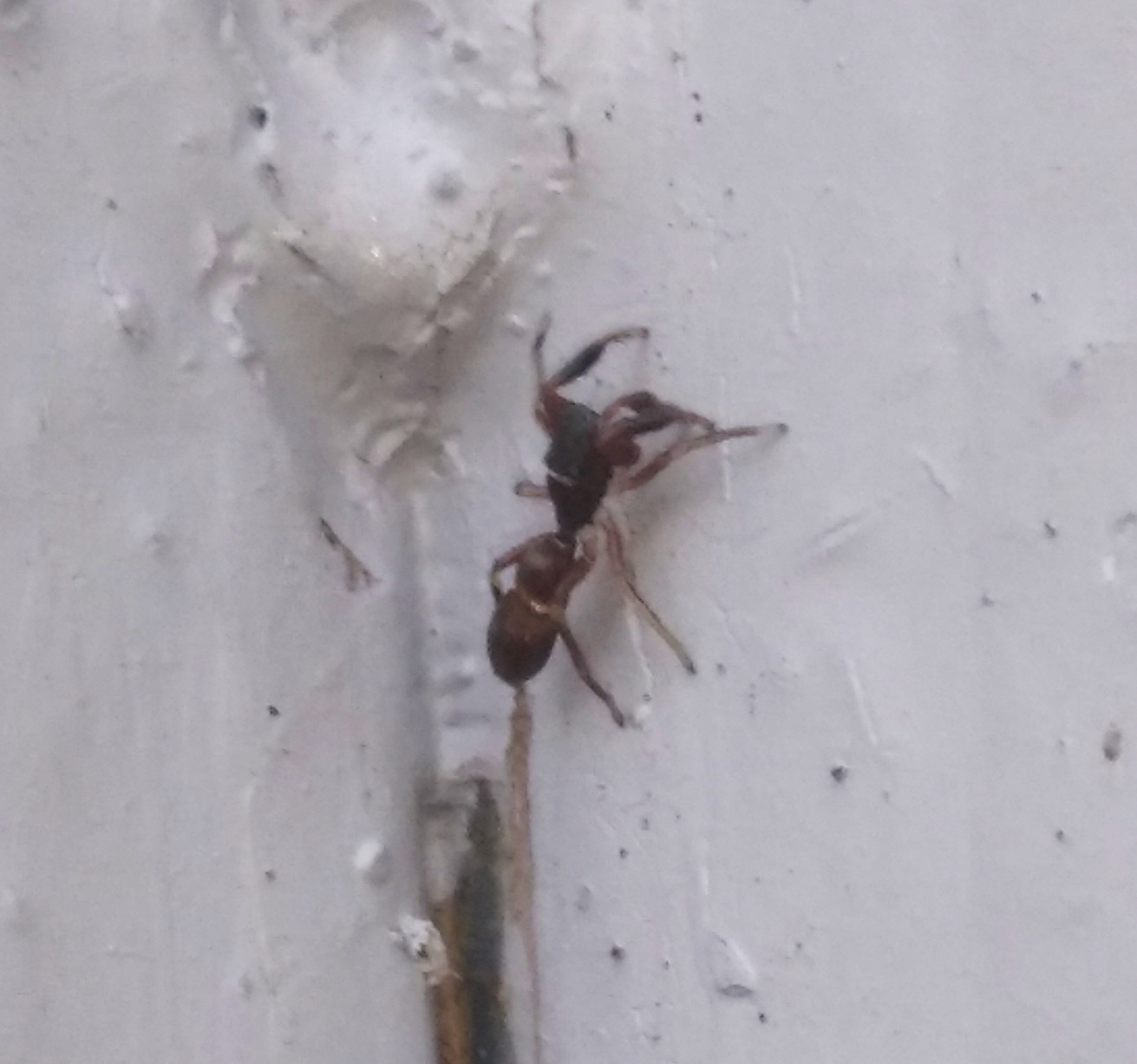
Männchen an einem Zaun, gefunden in der russischen Stadt Tula.

Der Lebensraum vom Schlanken Ameisenspringer ist schwer zu definieren und wird in der Literatur teils sehr variabel angegeben. Die Art scheint offene bis halbschattige Habitate (Lebensräume) zu bevorzugen, die etwas feuchter ausfallen können. Geläufige Fundorte der Spinne sind Gewässerufer, Zäune sowie das Äußere von Gebäuden. Daneben ist die Spinne auch in trockenen und warmen Arealen mit niedriger Vegetation anzutreffen. Weiteres gilt für sandige bis steinige Bodenflächen sowie die Halme von Schilfrohren (Phragmites). Weitere Fundorte sind überdies Dünenheiden, Birkenwälder, Moore und Sümpfe. An Gewässerufern wurde der Schlanke Ameisenspringer überdies gemeinsam mit der Ameisenspringspinne (Myrmarachne formicaria) nachgewiesen. Ein weiteres Habitat der Art sind an Küsten gelegene Dünen.
Des Weiteren ist bei dem Schlanke Ameisenspringer eine Synanthropie (Bevorzugung menschlicher Siedlungsbereiche) nachgewiesen worden. Dabei kann die Art neben dem Äußeren von Gebäuden auch in deren Innenbereich angetroffen werden. Daneben sind Vorkommen der Art in Verlandungszonen überliefert. Auch bezüglich der Synantropie unterscheidet sich der Schlanke Ameisenspringer vom gattungsverwandten Kleinen Ameisenspringer (S. hilarulus), da bei letzterer Art diese Eigenschaft fehlt.

## Gefährdung
Die Gefährdungssituation der Populationen des Schlanken Ameisenspringers werden je nach Land unterschiedlich gewertet. In Deutschland gilt die Art als häufig und ist dort außerdem die häufigste ameisenähnliche Springspinne. Hier wird sie in der Roten Liste gefährdeter Arten Tiere, Pflanzen und Pilze Deutschlands als „ungefährdet“ eingestuft. Ihre Bestände gelten dort sowohl lang- als auch kurzfristig gleich bleibend und auch sind diesbezüglich seit vorherigen Version dieser Roten Liste (1996) keine Änderungen bemerkbar. Ebenso wird die Spinne in der Roten Liste der Spinnen Kärntens (1999) in selbiger Kategorie erfasst.
Ähnlich wie in Deutschland und Kärnten ist der Schlanke Ameisenspringer in der Roten Liste Großbritanniens (2017) nach IUCN-Maßstab in der Kategorie LC („Least Concern“, bzw. nicht gefährdet) gelistet. Als mögliche Gefahren der Bestände der Spinne auf der Insel werden mitunter die Gefährdung von Sanddünen, die Entwässerung von Niedermooren oder das Bilden von Gestrüpp in diesen gesehen. Ferner besteht die Planung, das Gebiet von einer der ehemaligen Ziegelgruben und die Flugaschenlagune für den Wohnungsbau zu nutzen. Ähnliches gilt auch für die Brachflächen. Die Rote Liste der Spinnen Tschechiens (2015) wertet die Art in Anbetracht der dortigen Bestandssituation in der Kategorie ES („Ecologically Sustainable“, bzw. ökologisch anpassbar).

## Lebensweise

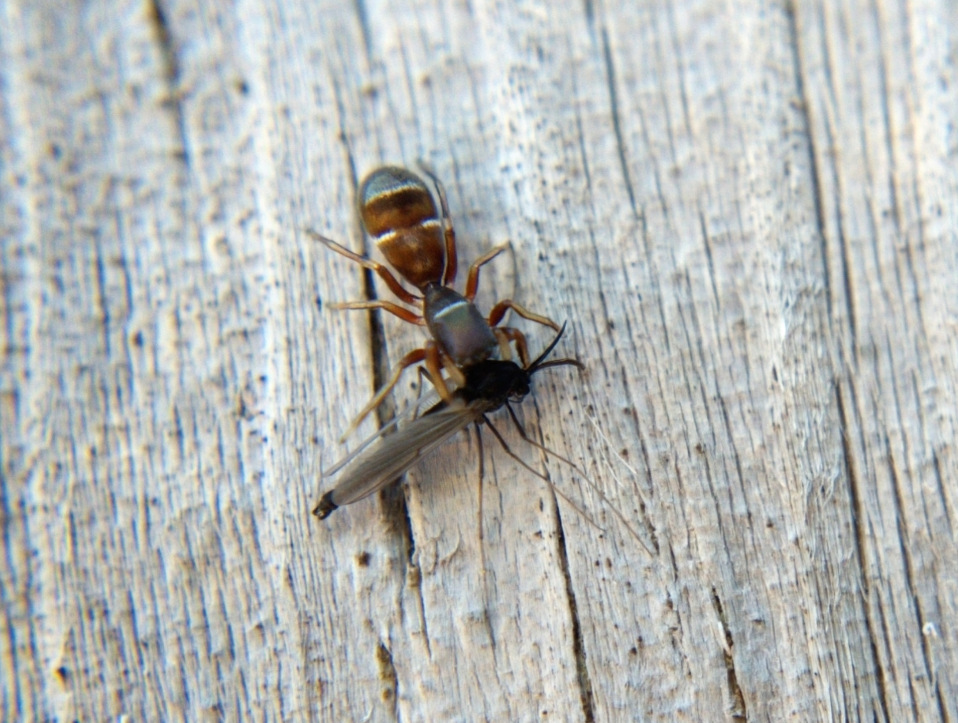
Weibchen mit erbeuteter Mücke

Der Schlanke Ameisenspringer lebt wie alle Spinnen räuberisch und erbeutet kleine Insekten. Die Art legt ein für Springspinnen (Salticidae) typisches Wohngespinst für den Rückzug an – das hier flach und taschenförmig erscheint – in Spalten zwischen Steinen, in den Vergabelungspunkten von Zweigen oder anderen verwinkelten Bereichen angelegt wird. Ein solches Gespinst ist gut 12 Millimeter lang, vier Millimeter breit und drei Millimeter hoch. Beidseitig ist an den Enden des Gespinstes eine Öffnung vorhanden, die der Spinne gerade so das Durchschlüpfen erlaubt. Die Spinne verbringt den Großteil des Tages in dem Wohngespinst und verlässt es nur zwecks der Nahrungssuche und der Fortpflanzung. Anscheinend wird das Gespinst nur bei Temperaturen von über 20 °C verlassen. Laut Wolfgang Engelhardt bevorzugt der Schlanke Ameisenspringer bei einer relativen Luftfeuchtigkeit von 50 bis 56 % Temperaturen von mindestens 23 bis maximal 40,2 und durchschnittlich 33,3 °C.

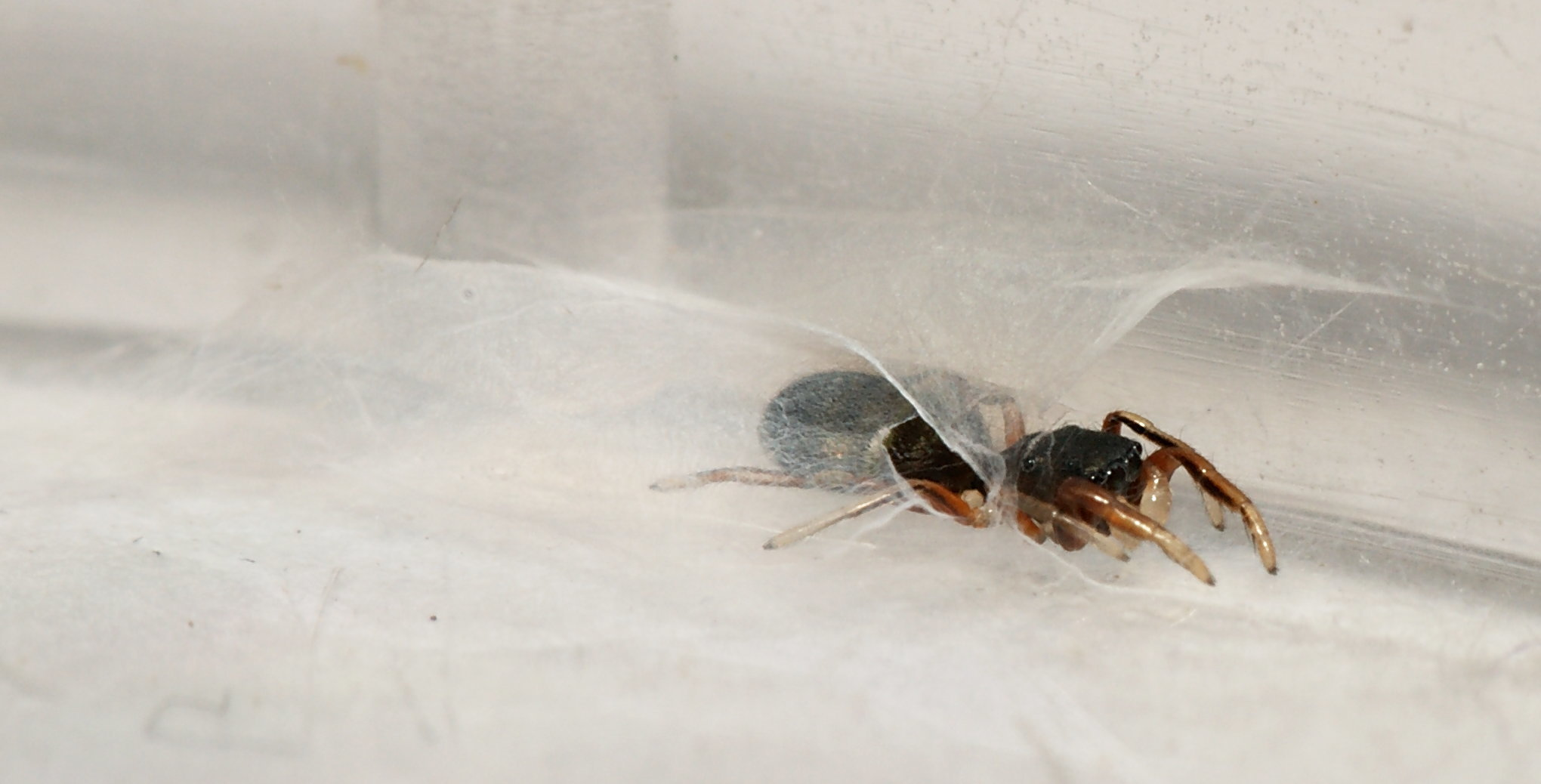
Weibchen in seinem Wohngespinst

Da der Schlanke Ameisenspringer eine für Spinnen vergleichsweise hohe innerartliche Verträglichkeit aufweist, können Wohngespinste der Art auch in hoher Dichte vorgefunden werden. Die Gespinste können so dicht aneinander befindlich sein, dass diese gegenseitig in Berührung geraten. Bei Möglichkeit bewohnt der Schlanke Ameisenspringer auch über mehrere Monate das gleiche Wohngespinst und kehrt in dieses nach längerer Abwesenheit zurück.

### Bewegungsweise und Mimikry

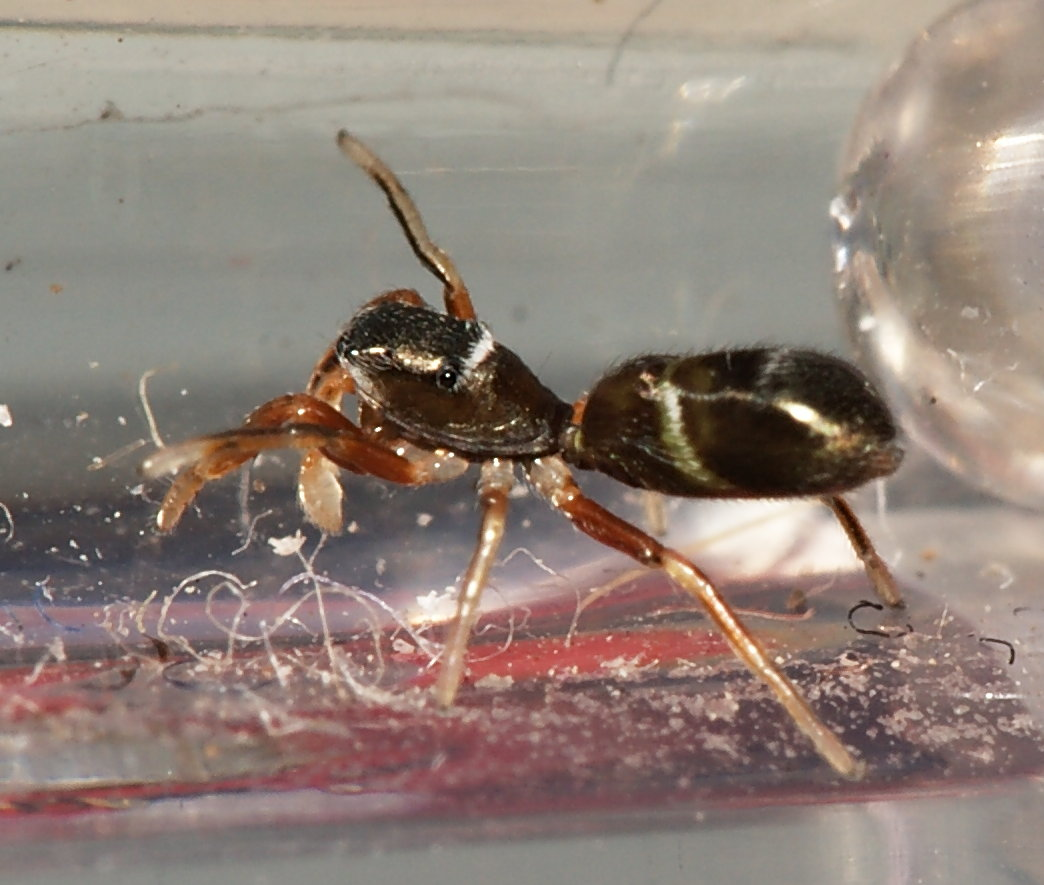
Weibchen mit angehobenem zweiten Beinpaar

Der Schlanke Ameisenspringer ahmt wie alle Zwergameisenspringer (Synageles) Ameisen in Form der Bates’schen Mimikry nach. Die Spinne verstärkt diese Imitation durch ihre flinke Fortbewegung und durch die währenddessen häufig stattfindende Anhebung des zweiten Beinpaares, das dabei die Fühler einer Ameise imitieren soll.
Im Gegensatz zu anderen ameisenimitierenden Spinnen läuft der Schlanke Ameisenspringer allerdings mit allen vier Beinpaaren und nutzt anders als andere Spinnen auch nicht das erste Beinpaar zum Tasten. Dazu dient bei dieser Art das zweite Beinpaar, das aber auch nur gehoben wird, wenn die Tarsen des ersten den Bodenkontakt halten. Die Spinne selber bewegt sich im Regelfall sowohl auf horizontaler als auch auf mehr oder weniger vertikaler Fläche schnell fort und unterbricht gelegentlich ruckartig ihre Fortbewegung.
Der Schlanke Ameisenspringer führt – für Springspinnen (Salticidae) atypisch – nie weite Sprünge aus, was auch beim Jagdverhalten zutrifft. Beutetiere werden nach Eigenart der Springspinnen zwar optisch wahrgenommen und angeschlichen, dann aber nur auf kurze Distanz angesprungen. Die Sprungweite hängt von der Größe des Beutetieres ab. Im Falle von Taufliegen (Drosophilidae) der Gattung Drosophila etwa beträgt die Sprungweite nur zwei bis drei Millimeter. Durch das beim Schlanken Ameisenspringer ausgesetzte Sprungverhalten wird die Mimikry verstärkt.

### Gemeinsames Auftreten mit Ameisen

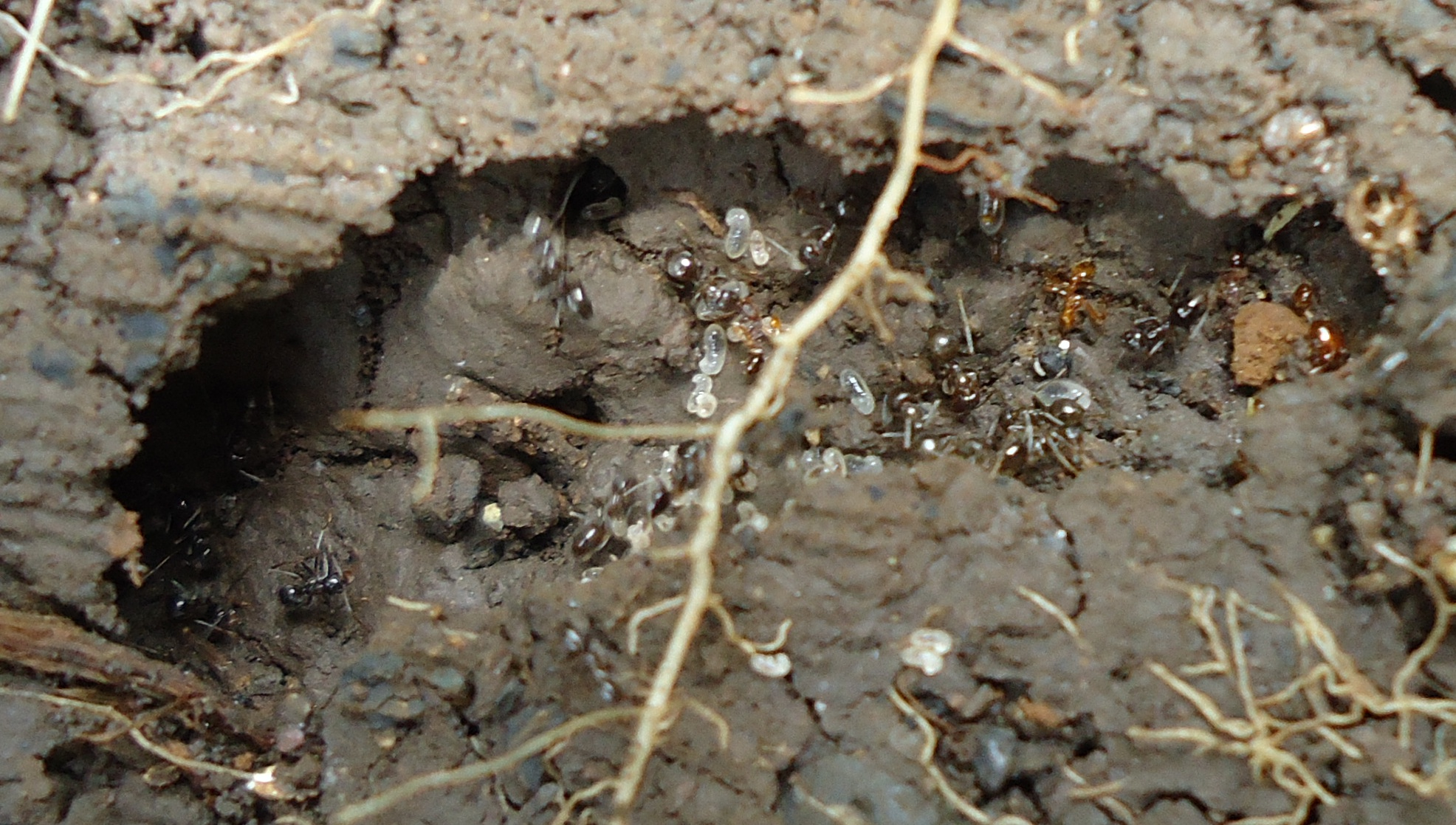
Der Schlanke Ameisenspringer hält sich mitunter häufig in der Nähe von Kolonien der Schwarzen Wegameise (Lasius niger) auf.

Der Schlanke Ameisenspringer ist gelegentlich in der Nähe von Kolonien einiger Ameisen, etwa der Schwarzen Wegameise (Lasius niger), anzutreffen. Er lebt jedoch nicht in dessen Nestern und ist somit nicht myrmekophil. Die Art ernährt sich weder von den Ameisen selber noch von deren Puppen. Bei einer Begegnung zwischen Spinne und Ameise weichen sich beide für gewöhnlich sofort aus. Gelegentlich kommt es auch zu einem gegenseitigen Betasten mittels der Fühler der Ameise und dem zweiten Beinpaar der Spinne und einem kurzen gegenseitigen Drohverhalten mittels erhobenem Abdomen (Hinterleib) der Ameise und Opisthosoma der Spinne, ehe sich beide Tiere ausweichen.

### Drohverhalten
Der Schlanke Ameisenspringer weist ein markantes Drohverhalten auf, das zwei sich begegnende Männchen oder ein nicht paarungswilliges Weibchen gegenüber einem balzenden Männchen einnehmen. Bei dieser streckt die Spinne ihr Opisthosoma mittels des Petiolus (Stiel zwischen Opisthosoma und Prosoma) fast senkrecht nach oben. Manchmal vollführt die Spinne dieses Verhalten auch bei der Begegnung mit Ameisen. Es wird vermutet, dass dieses Verhalten bei allen Springspinnen (Salticidae), die Ameisen imitieren, vorkommt.

### Lebenszyklus und Phänologie
Der Lebenszyklus des Schlanken Ameisenspringers ist wie bei anderen Spinnen in die Phasen der Fortpflanzung, der Eiablage und des Heranwachsens gegliedert. Die Phänologie (Aktivitätszeit) der Art beläuft sich bei ausgewachsenen Individuen beider Geschlechter auf den Zeitraum zwischen März und August.

#### Fortpflanzung
Ein geschlechtsreifes Männchen des Schlanken Ameisenspringers kann ein Weibchen der eigenen Art anhand der von diesem produzierten Wegfäden lokalisieren. Hat es einen solche gefunden, verfolgt es den Faden unter dauerhaften vibrierenden Bewegungen der Pedipalpen und bisweilen mit zuckenden, auf und ab verlaufenden Bewegungen des Opisthosomas. Ist ein Männchen etwa bis zu zwei Zentimeter an ein Weibchen gelangt, beginnt es mit einem arteigenen Balzverhalten.
Die Balz dauert im Durchschnitt zwei Minuten. Bei dieser nimmt das Männchen eine geduckte Haltung ein und wendet den anterioren Rand seines Prosomas dem Weibchen zu, das während der Balz ruhig verweilt. Anschließend führt das Männchen seitlich laufend Kreisbögen, die sowohl von links nach rechts als in umgekehrte Richtungen ausgeführt werden. Dabei erhebt das Männchen das erste Beinpaar und streckt dieses parallel nach vorne, während es mit dem Pedipalpen zuckt und mit dem Opisthosoma auf und ab zuckt. Im Gegensatz zu anderen Springspinnen (Salticidae) winkt das Männchen des Schlanken Ameisenspringers also nicht mit dem ersten Beinpaar. Bei ausbleibender Paarungsbereitschaft des Weibchens droht dieses das Männchen mit weitgespreizten Pedipalpen an und nimmt die charakteristische Drohgebärde ein. Das Männchen balzt dann so lange weiter, bis das Weibchen wieder ruhig sitzen bleibt.
Zum Abschluss der Balz klettert das Männchen frontal auf das Weibchen und bestreicht dessen Opisthosoma mit seinen Pedipalpen, worauf das Weibchen in eine Akinese (Bewegungsarmut oder -losigkeit) verfällt. Nun beginnt die eigentliche Paarung in der Stellung II, bei der das Weibchen über dem Männchen befindlich ist und beide Geschlechtspartner jeweils in entgegengesetzter Blickrichtung verbleiben. Das Männchen dreht das Opisthosoma des Weibchens auf eine Längsseite und führt entweder den rechten oder den linken Pedipalpus in die Epigyne des Weibchens ein.

#### Eiablage
Einige Zeit nach der Paarung legt ein begattetes Weibchen des Schlanken Ameisenspringers dann die Eier, die in einer kleinen Ausbuchtung seines Wohngespinstes deponiert werden. Diese Ausbuchtung ist durch ein sehr lockeres Gewebe aus regellos angehefteten Fäden vom Rest des Wohngespinstes separiert. Das Weibchen befindet sich somit direkt neben der Brutkammer.
Die Eier selber sind dunkelgelb und messen eine Höhe von 0,85 und einen Durchmesser von 0,8 Millimetern. Mit einer geläufigen Anzahl von drei Eiern (Engelhardt wies auch eines mit vier nach) sind die Gelege verglichen mit denen anderer Spinnen einschließlich Springspinnen (Salticidae) sehr klein. Dies rührt vermutlich durch die erhöhten Lebenschancen des Schlanken Ameisenspringers dank der Mimikry, die ihn vor Prädatoren (Fressfeinden) weitestgehend schützt.

#### Schlupf der Jungtiere und Heranwachsen sowie Lebenserwartung
Bei einer durchschnittlichen Temperatur von 21 °C ließ sich belegen, dass der Schlupf der Jungtiere vom Schlanken Ameisenspringer unter derartigen Bedingungen 26 bis 30 Tage nach der Eiablage geschieht. Die Prälarve der Art ist 1,5 Millimeter lang und mit Ausnahme der schwarzen Augenregion gelbbraun gefärbt.
Die Jungtiere wachsen wie bei Spinnen üblich über mehrere Fresshäute (Häutungsstadien) heran und beginnen ab Oktober oder November, sobald die Temperaturen auf etwa 5° absinken, mit den Vorbereitungen der Überwinterung. Dafür legen die heranwachsenden Individuen des Schlanken Ameisenspringers etwa unter Steinen oder loser Baumrinde Überwinterungsgespinste an, die den Wohngespinsten sehr ähnlich sehen. Im Gegensatz zu diesen sind die Überwinterungsgespinste jedoch vollständig verschlossen, sodass die darin befindliche Spinne erst ein Loch in das Gewebe beißen muss, um es gegebenenfalls wieder zu verlassen. Das Überwinterungsgespinst ist geräumig genug, dass sich die Spinne darin umdrehen kann.
Im Folgejahr erlangen die Jungtiere ihre Geschlechtsreife. Die gesamte Lebensdauer des Schlanken Ameisenspringers beträgt unter Berücksichtigung des Lebenszyklus wahrscheinlich etwa 18 Monate.

### Konkurrenzverhalten des Männchens
Im Gegensatz zur anderweitig vorherrschenden innerartlichen Toleranz des Schlanken Ameisenspringers weist das Männchen der Art ein Konkurrenzverhalten auf, das dann bemerkbar wird, wenn sich zwei Männchen des Schlanken Ameisenspringers begegnen. Die Männchen stellen sich Kopf an Kopf gegenüber und heben wie bei der Balz das erste Beinpaar an und strecken es weit nach vorne. Dann verschränken beide Individuen diese Extremitäten ineinander, wobei dessen Pedipalpen stark vibrieren. Als Sieger eines derartigen Scheinkampfs gilt das Männchen, das zuerst das Opisthosoma zwecks der Drohhaltung anhebt. Die Größe des Tieres spielt dabei keine Rolle, sodass auch das kleinere Männchen sich auf die Weise gegenüber einem größeren behaupten kann. Das Männchen, das nicht als Gewinner hervorgeht, weicht zurück und entfernt sich.

## Der Schlanke Ameisenspringer als Forschungsobjekt für die Mimikry bei Spinnen
Mit dem Schlanken Ameisenspringer ließ sich die Effektivität der Bates’schen Mimikry bei Spinnen, die Ameisen imitieren, erstmals nachweisen. Auch dies wurde 1970 von Wolfgang Engelhardt analysiert, der dieses Phänomen mithilfe von Versuchstieren des Schlanken Ameisenspringers, der Schwarzen Wegameise (Lasius niger) und einer Blaumeise beobachten konnte. Allgemein kommen vor allem Vögel als mögliche Prädatoren des Schlanken Ameisenspringers in Frage. Diese versuchen auch, Ameisen zu vertilgen, sollten sie dabei zuvor noch keine Erfahrungen gesammelt haben, spucken sie diese aber wieder anscheinend aufgrund ihrer Ungenießbarkeit wieder aus. In dem Fall meiden Vögel künftig auch den Schlanken Ameisenspringer.
Bei Engelhardts Beobachtungen fraß das Versuchstier der Blaumeise, das zuvor noch keinen Kontakt mit Ameisen hatte, ebenfalls gerne Individuen des Schlanken Ameisenspringers. Dasselbe Versuchstier mied allerdings ebenfalls Ameisen und ebenso Exemplare des Schlanken Ameisenspringers in Gesellschaft von diesen. Die Spinne selber besitzt also im Gegensatz zu den Ameisen keinen Schutzmechanismus vor Prädatoren wie Vögeln und wohl auch keinen ungenießbaren Geschmack für diese. Da in den Biotopen der Spinne allerdings Ameisen in deutlich höherer Zahl vorkommen, ist ein Erstkontakt zwischen den Vögeln und den Ameisen deutlich wahrscheinlicher als einer mit dem Schlanken Ameisenspringer. Aufgrund dessen ist die Spinne sowohl im Beisein von Ameisen als auch alleine vor Vögeln weitestgehend sicher. Letzteres kann das Überleben der Art ebenfalls ermöglichen, da sie auf diese Weise ameisenfressenden Vögeln, wie der Amsel, dem Wendehals oder insbesondere dem Grünspecht entgehen kann. Eine oftmals angenommene Seltenheit des Schlanken Ameisenspringers kann ebenfalls mit dessen Imitation von Ameisen erklärt werden, da ein Verwechseln von Spinne und Ameise durchaus keine Seltenheit ist.

## Systematik
Die Systematik des Schlanken Ameisenspringers erfuhr vergleichsweise wenig Änderungen. Der Artname venator ist ein Nomen aus der lateinischen Sprache, das übersetzt „Jäger“ bedeutet.
Bei ihrer 1836 stattgefundenen Erstbeschreibung wurde die Art vom Autor Hippolyte Lucas in die heute nicht mehr bestehende Gattung Attus unter der Bezeichnung A. venator eingegliedert. Danach wurde der Schlanke Ameisenspringer von anderen Autoren unter unterschiedliche Bezeichnungen referenziert. Eugène Simon transferierte ihn 1876 zu den von ihm gleichzeitig erstbeschriebenen Zwergameisenspringern (Synageles) zuerst unter der Bezeichnung S. ludibundus und im gleichen Jahr noch unter der Bezeichnung S. venator. Letztere Bezeichnung ist seitdem die durchgehend angewandte Bezeichnung der Art.